# Troglobi
I troglobi (al singolare troglobio) sono quelle specie animali strettamente legate agli habitat cavernicoli. Vivendo esclusivamente all'interno di grotte e altri ambienti sotterranei, che presentano caratteristiche climatiche peculiari, questi animali hanno evoluto particolari adattamenti per la vita in queste condizioni.

## Definizione
In base alla loro ecologia, i troglobi sono definiti come gli animali strettamente legati all'habitat ipogeo e si differenziano dai troglofili (specie che vivono sia in ambiente ipogeo sia epigeo) e dai troglosseni (specie che si ritrovano solo occasionalmente nell’ambiente ipogeo e inadatte a stabilirvi popolazioni). In generale si parla di troglobi per gli animali terricoli e di stigobi (da Stige, uno dei fiumi infernali) per quelli che vivono nelle acque sotterranee.
I troglobi sono animali altamente specializzati e hanno evoluto una serie di adattamenti, sia morfologici sia fisiologici, alla vita in ambiente sotterraneo. Esempi di adattamenti morfologici sono la depigmentazione (perdita della pigmentazione esterna) e l'anoftalmia (totale scomparsa degli occhi), compensate dallo sviluppo di lunghe antenne e lunghe appendici locomotorie, ricche di chemiorecettori, tattocettori e igrorecettori, che permettono di meglio muoversi e rispondere agli stimoli ambientali. Gli adattamenti fisiologici comprendono il rallentamento del metabolismo e la riduzione del consumo di energia, a causa delle limitate risorse nutritive, che viene svolto riducendo i movimenti, eliminando le interazioni aggressive, migliorando la capacità di foraggiamento e l'efficienza nell'uso del cibo, e attraverso l'ectotermia. Di conseguenza, questi animali possono resistere per lunghi periodi senza mangiare, vivono più a lungo, si riproducono molto tardi e fanno poche grandi uova.
La maggior parte degli animali troglobi sono invertebrati (insetti, crostacei, aracnidi, molluschi), sebbene esistano anche alcune specie di anfibi e pesci (vertebrati).

## Troglobi presenti in Italia

### Molluschi
- Zospeum, genere di molluschi gasteropodi con moltissime specie troglobie.[2]

### Crostacei

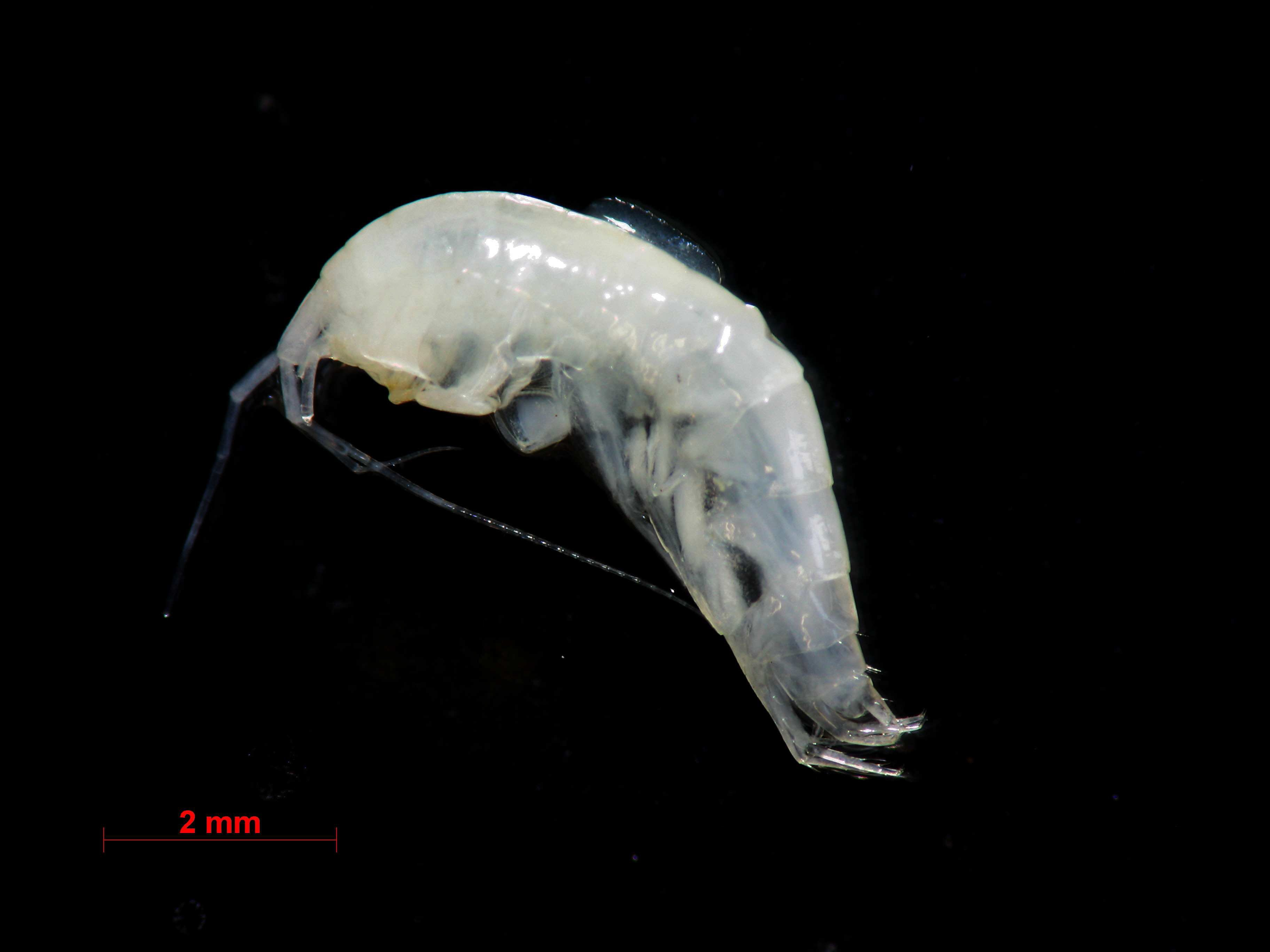
Niphargus ictus, crostaceo troglobio endemico delle grotte di Frasassi, nelle Marche

Moltissime specie stigobie di Ostracodi, Cladoceri, Copepodi, Anfipodi, Batinellacei, Termosbenacei, Misidacei, Decapodi e Isopodi sono presenti nelle acque sotterranee di tutto il territorio italiano.
- Niphargus, genere di gamberetti anfipodi rappresentato nelle grotte italiane da un certo numero di specie, spesso endemiche di singole grotte o di singoli complessi
- Murgeoniscus anellii e Castellanethes sanfilippoi, crostacei isopodi endemici delle Grotte di Castellana
- Eucyclops graeteri, crostaceo copepode
- Armadillidium lagrecai, crostaceo isopode, endemico della Grotta Monello (Sicilia)
- Troglocaris anophthalmus, crostaceo decapode, endemico del fiume Timavo e delle acque carsiche della Venezia Giulia[8]
- Androniscus, genere di crostacei isopodi con molte specie troglobie
- Titanethes albus, crostaceo isopode endemico del Carso triestino[8]

### Aracnidi

#### Ragni
- Stalita teanaria e Mesostalita nocturna, ragni disderidi endemici del Carso italiano e sloveno[8][9][10]
- Sardostalita patrizii, ragno disderide endemico della Sardegna[10]
- Troglohyphantes, genere di ragni linifidi con alcune specie considerabili troglobie[2]

#### Pseudoscorpioni
- Hadoblothrus gigas, pseudoscorpione endemico delle Grotte di Castellana[11]
- Chthonius e Neobisium, generi di pseudoscorpioni

#### Palpigradi
- Eukoenenia, genere di palpigradi con molte specie troglobie[2] (Eukoenenia strinatii è endemico delle Grotte di Bossea[12])

### Miriapodi
- Lithobius sbordonii, chilopode litobide endemico della Sardegna
- Eupolybothrus obrovensis, chilopode litobide

### Collemboli e dipluri
Molte specie di collemboli e dipluri sono legate all'ambiente sotterraneo, ma è difficile affermare con sicurezza se esse siano effettivamente troglobie.
- Metajapyx peanoi, dipluro della famiglia Japygidae endemico della Grotta Regina del Carso (Carso goriziano)[13]

### Insetti

#### Ditteri
- Allopnyxia patrizii, dittero sciaride, endemico di una singola grotta vicino a Roma[2][14]

#### Coleotteri

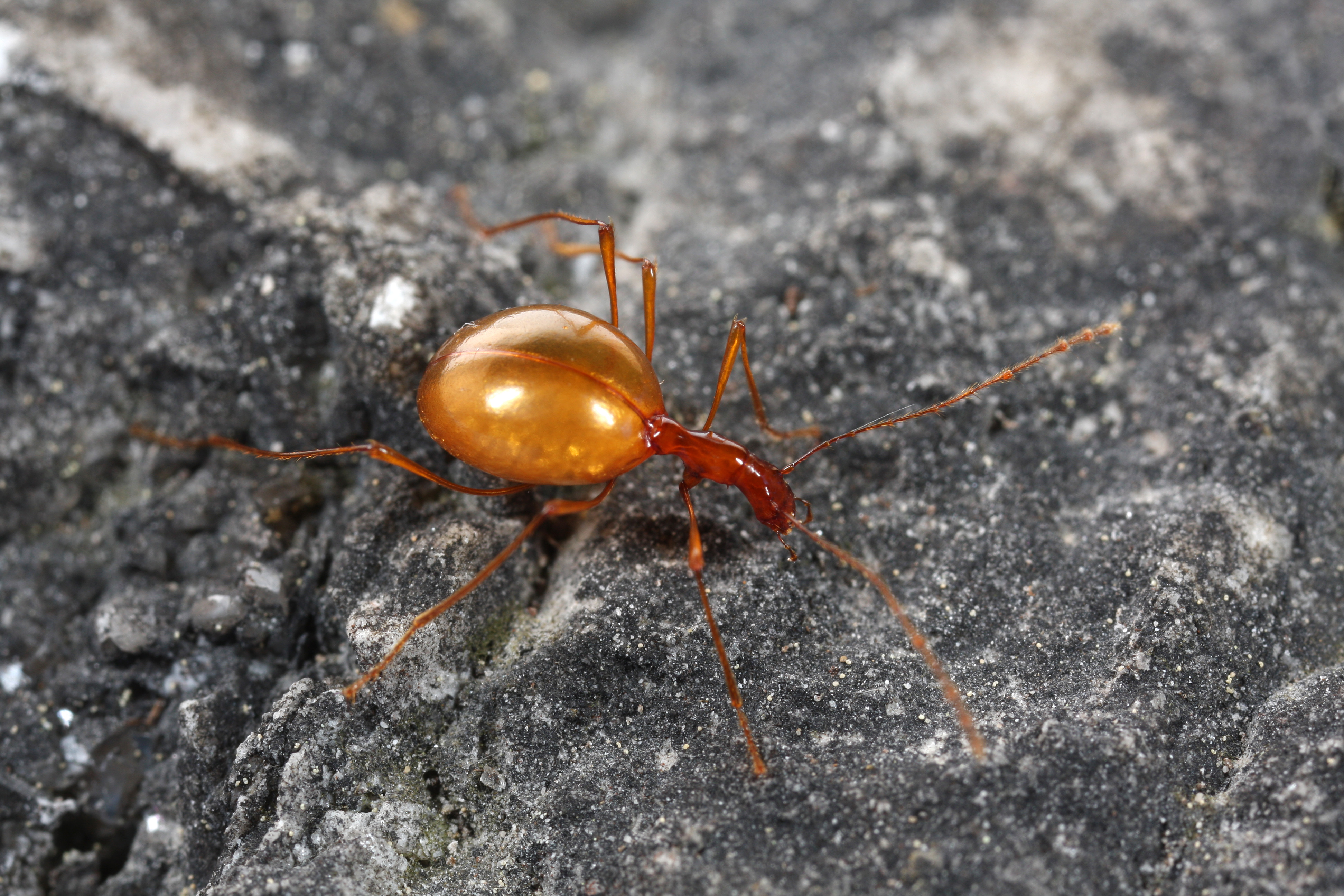
Leptodirus hochenwartii, coleottero troglobio presente in Italia solo nella Grotta Noè (Carso Triestino)

- Italodytes stammeri, coleottero carabide endemico delle Grotte di Castellana[15]
- Anophthalmus, genere di coleotteri carabidi endemico del Carso italiano, sloveno e croato[2]
- Orotrechus muellerianus, coleottero carabide endemico del Carso[8]
- Typhlotrechus bilimeki, coleottero carabide endemico con diverse sottospecie del Carso e delle Alpi Dinariche (in Italia sono presenti le sottospecie tergestinus, presente nella Grotta Torri di Slivia e in altre 3 grotte, e istrus, presente in una sola grotta in Val Rosandra)[8][16]
- Allegrettia, genere di coleotteri carabidi endemico delle Prealpi bresciane e bergamasche
- Italaphaenops dimaioi e Lessinodytes caoduroi, coleotteri carabidi endemici dei Lessini veronesi[17][18]
- Duvalius, genere di coleotteri carabidi con molte specie troglobie[2]
- Sardaphaenops supramontanus e Speomolops sardous, coleotteri carabidi endemici della Sardegna[2]
- Laemostenus schreibersii e Laemostenus cavicola, coleotteri carabidi endemici rispettivamente delle Alpi Orientali e del Carso (il fiume Isonzo funge da barriera geografica tra le due specie)
- Bathysciotes khevenhulleri, coleottero colevide endemico del Carso[8]
- Leptodirus hochenwartii, coleottero colevide presente in Italia solo nella Grotte Noè vicino a Trieste[19][20][21]
- Tychobythinus anellii, coleottero stafilinide endemico delle Grotte di Castellana[15]
- Otiorhynchus anophthalmoides, coleottero sfafilinide endemico del Carso[8]
- Spelaeabraeus agazzii, coleottero isteride presente in alcune grotte dell'Italia nordorientale[2]
- Sardulus spelaeus, coleottero isteride endemico della Sardegna[2]

#### Ortotteri
- Dolichopoda laetitiae

### Vertebrati

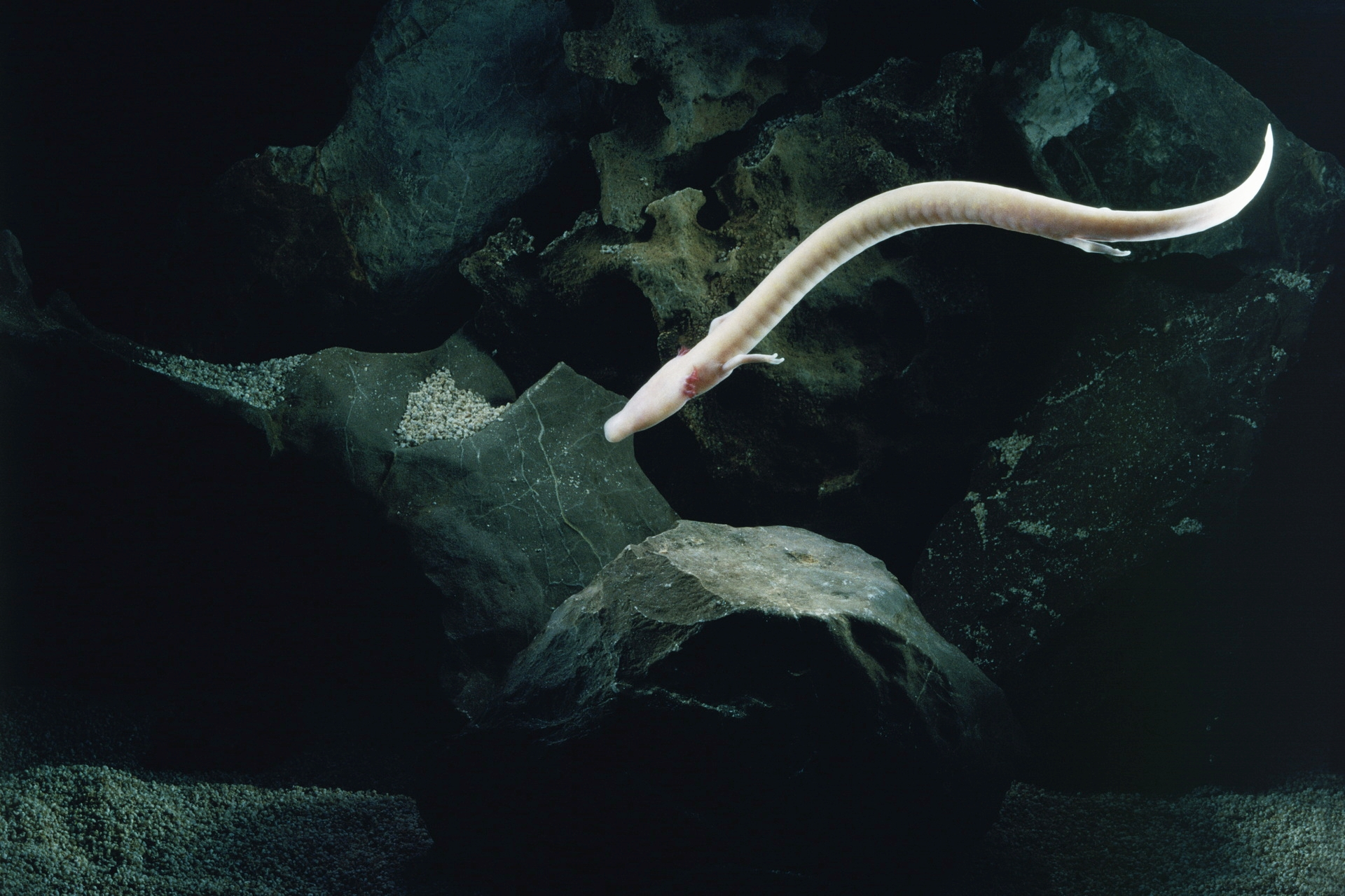
Il proteo (Proteus anguinus), anfibio troglobio endemico del Carso

#### Anfibi
- Proteus anguinus (proteo), anfibio urodelo, unico vertebrato troglobio presente nel continente europeo, endemico del Carso e delle Alpi Dinariche (e introdotto nelle Grotte di Oliero in Veneto[22])[2]

## Troglofili notevoli presenti in Italia

### Vertebrati

#### Anfibi
- Speleomantes (geotritone), con 8 specie tutte endemiche dell'Italia (eccetto una presente anche in Francia), è strettamente legato alle grotte, da cui tuttavia esce in occasioni favorevoli (notte, pioggia)

#### Mammiferi
Le grotte offrono riparo durante il giorno o durante il periodo di letargo ai pipistrelli, che in Italia sono rappresentati da più di una trentina di specie appartenenti a 4 famiglie:
- Rinolofidi: ad essa appartengono il rinolofo maggiore (Rhinolophus ferrumequinum), minore (Rhinolophus hipposideros), euriale (Rhinolophus euryale) e di Mehely (Rhinolophus mehelyi), oltre al rinolofo di blasius (Rhinolophus blasii) ormai non più segnalato
- Molossidi: ad essa appartiene il molosso di Cestoni (Tadarida teniotis)
- Miniotteridi: ad essa appartiene il miniottero comune (Miniopterus schreibersii)
- Vespertilionidi: ad essa appartengono 28 specie suddivise tra i generi Barbastella (1 specie), Eptesicus (2 specie), Hypsugo (2 specie), Myotis (11 specie), Nyctalus (3 specie), Pipistrellus (4 specie), Plecotus (4 specie) e Vespertilio (1 specie)[23]